# Россетти, Данте Габриэль
Да́нте Га́бриэль Россе́тти (англ. Dante Gabriel Rossetti; 12 мая 1828, Лондон — 9 апреля 1882, Бёрчингтон-он-Си) — английский поэт, переводчик, живописец, рисовальщик и художник-иллюстратор. Один из главных представителей «Братства прерафаэлитов». Его творчество также оказало влияние на европейский символизм и стало одним из провозвестников эстетического движения в Англии.
Данте Габриэль был старшим братом писателя, также члена братства, Уильяма Майкла Россетти, братом Марии Франчески Россетти, живописца и поэта, и поэтессы Кристины Джорджины Россетти.

## Биография
Данте Габриель Россетти родился в семье итальянского политического эмигранта. Его отец Габриэль Россетти, карбонарий, бежавший в 1821 году из Италии, стал профессором итальянского языка в Кингс-колледже в Лондоне; его матерью была Фрэнсис Полидори. Отец дал сыну второе имя «Данте» в честь особо почитаемого в семье великого итальянского поэта и мыслителя (сын в знак уважения к великому поэту всегда ставил имя «Данте» на первое место).
Отец был католиком, по крайней мере до женитьбы, а мать принадлежала к англиканской церкви; Данте Габриэль, по-видимому, соблюдал англиканство. В детстве Россетти получил домашнее образование, а затем посещал школу Кингс-колледжа, читал Библию, а также произведения Шекспира, Диккенса, сэра Вальтера Скотта и лорда Байрона.
Россетти увлекался классической и современной литературой. В 1850 году он опубликовал своё первое стихотворение «Блаженная дева» (The blessed damozel), навеянное «Вороном» Эдгара По. Большинство других стихотворений Россетти относится к 1860—1870-м годам; они были изданы в 1881 году под общим заголовком «Баллады и сонеты» (Ballads and sonnets). Сестра Габриэля, Кристина Россетти, также была известной поэтессой.
Данте Габриэль также хотел стать художником, проявляя большой интерес к средневековому итальянскому искусству. С 1841 по 1845 год он учился в Академии рисования Генри Сасса (Henry Sass' Drawing Academy), а затем в школе Королевской академии, которую покинул в 1848 году. После окончания Королевской академии Россетти учился у Форда Мэдокса Брауна, с которым поддерживал тесные отношения на протяжении всей жизни.
В 1848 году на выставке Королевской Академии художеств в Лондоне Россетти познакомился с Уильямом Холманом Хантом, который помог Россетти, ещё недостаточно владевшего изобразительной грамотой, закончить картину «Юность Девы Марии». Картина была выставлена в 1849 году. Хант познакомил Россетти с Джоном Эвереттом Милле. Вместе они основали «Братство прерафаэлитов». Хант, Милле и Россетти сознательно бросили вызов общепринятым взглядам; они написали программу и опубликовали её в собственном издании «Росток». Впоследствии Россетти отошёл от прерафаэлитизма.
Для первого номера журнала братства «The Germ», опубликованного в начале 1850 года, Россетти опубликовал стихотворение «Блаженная Дамозель» (The Blessed Damozel) и рассказ о вымышленном итальянском художнике, вдохновлённом видением женщины, которая призывает его объединить человеческое и божественное в своём искусстве. В течение всей жизни Россетти особенно интересовала литература и живопись итальянского средневековья, мифы и символы этой эпохи. С 1854 по 1862 год он также преподавал рисунок и живопись в первом в Англии образовательном заведении для низших классов общества.

### Элизабет
В 1850 году Россетти познакомился с поэтессой Элизабет Сиддал, ставшей любимой моделью художников-прерафаэлитов. В течение следующего десятилетия она была его музой, ученицей и страстью. Когда они познакомились, Лиззи уже была больна туберкулёзом. Россетти сделал множество зарисовок с Элизабет, некоторые из них потом послужили эскизами для его картин. Они прожили вместе почти десять лет, но поженились только 23 мая 1860 года.
После рождения в мае 1861 года мёртвого ребёнка её здоровье окончательно пошатнулось. Она начала принимать в больших количествах лауданум. Меланхоличная и больная, Лиззи умерла 11 февраля 1862 года, через два года после свадьбы от передозировки лауданума, спиртовой настойки опиума. Россетти всё больше впадал в депрессию, и когда Элизабет была похоронена на Хайгейтском кладбище, он похоронил вместе с ней большую часть своих неопубликованных стихотворений, хотя позже распорядился их откопать. Он идеализировал её в образе Беатриче Данте в ряде картин, например,  «Блаженная Беатриче» (Beata Beatrix, 1864—1870). Беатриче изображена сидящей, она пребывает в полусне, похожем на смерть, в то время как птица, вестник Смерти, кладёт ей на ладони цветок мака.
Биографы Россетти отмечают, что он был религиозен, исправно, вместе с братом посещал церковь, и англо-католическое возрождение, начавшееся в 1840-х – начале 1850-х годов, оказало на него значительное влияние. Его картина «Детство Девы Марии», законченная в 1849 году, подтверждает это утверждение. .
Первые заказы от мецената и коллекционера предметов искусства Фредерика Ричардса Лейлэнда Россетти стал получать в период с 1864 по 1867 года. Лейлэнд собирал предметы искусства эпохи Возрождения, а также живопись прерафаэлитов. Многие годы Россетти работал над английскими переводами итальянской поэзии, включая «Новую жизнь» Данте Алигьери (опубликованную в 1861 году под названием «Ранние итальянские поэты»). Эти произведения, а также «Смерть Артура» сэра Томаса Мэлори, вдохновляли его творчество в 1850-х годах. 
Его видение артуровской романтики и средневековой поэзии также вдохновляло Уильяма Морриса и Эдварда Бёрн-Джонса. Ни Бёрн-Джонс, ни Моррис до этого не были знакомы с Россетти, но находились под  влиянием его работ, и познакомились с ним, пригласив его в качестве автора для своего журнала «Oxford and Cambridge Magazine», основанного Моррисом в 1856 году для продвижения своих идей об искусстве и поэзии.
В 1861 году Россетти вместе с Моррисом, Бёрн-Джонсом, Фордом Мэдоксом Брауном, Филипом Уэббом, Чарльзом Фолкнером и Питером Полом Маршаллом, стал одним из основателей фирмы декоративно-прикладного искусства «Morris, Marshall, Faulkner & Co». Россетти участвовал в разработке проектов витражей и других декоративных предметов.

### Последние годы жизни
После смерти жены Россетти арендовал дом в стиле Тюдор по адресу: Чейн-Уок, 16, в Челси, где прожил двадцать лет в окружении роскошной мебели и множества экзотических птиц и животных. В 1871 году Россетти снова влюбился. Объектом страсти была жена его друга Уильяма Морриса. Они стали любовниками, и Джейн много позировала Россетти. В 1869 году Моррис и Россетти арендовали загородный дом в Келмскотте, Оксфордшир, в качестве летней резиденции; для Россетти и Джейн Моррис это место стало убежищем, где зародилась длительная и сложная связь. Они проводили там лето с детьми Моррисов, в то время как Уильям Моррис путешествовал в Исландию в 1871 и 1873 годах.
Жестокая реакция критиков на первый сборник стихов Россетти привела к нервному срыву в июне 1872 года, и хотя в сентябре того же года он присоединился к Джейн Моррис в Кельмскотте, он «проводил дни в тумане хлорала и виски». Следующим летом его состояние значительно улучшилось, и Алекса Уайлдинг и Джейн позировали ему в Кельмскотте, где он создал проникновенную серию портретов, напоминающих сны.
В 1874 году Моррис реорганизовал свою фирму декоративно-прикладного искусства, исключив Россетти из бизнеса, и вежливая выдумка о том, что они оба живут у Джейн в Кельмскотте, перестала существовать. Россетти внезапно покинул Кельмскотт в июле 1874 года и больше не возвращался. Со временем образ жизни поэта становился замкнутым, его видели лишь самые близкие друзья. Поздние годы Россетти отмечены все более болезненным настроением, он стал злоупотреблять алкоголем и хлоралгидратом, жил затворником.
В 1879 году Россетти написал портрет одного из своих покровителей, мецената и коллекционера предметов искусств Фредерика Ричардса Лейланда.
В пасхальное воскресенье 9 апреля 1882 года он скончался в загородном доме друга на морском курорте Бёрчингтон-он-Си, куда он отправился в тщетной попытке поправить здоровье, подорванное хлоралом, как здоровье его жены – лауданумом. Он умер от болезни Брайта – заболевания почек, которым страдал уже некоторое время. Несколько лет он был прикован к дому из-за паралича ног, хотя, как полагают, пристрастие к хлоралу помогло ему облегчить боль после неудачной операции по удалению гидроцеле. Некоторое время он страдал алкогольным психозом, вызванным чрезмерным употреблением виски, которым он пытался заглушить горький вкус хлоралгидрата. Он похоронен на кладбище церкви Всех Святых в Берчингтоне-он-Си, графство Кент, Англия.
Символичен тот факт, что именно Данте Габриэль Россетти обнаружил в 1847 году в библиотеке Британского музея в Лондоне подшивку литографий никому тогда не известного «визионера» Уильяма Блейка, впоследствии так называемый «Манускрипт Россетти» .

## Изобразительное искусство
Наиболее известны картины Россетти позднего периода. Их основными чертами являются эстетизм, стилизация форм, эротизм, культ красоты и художественного гения. Практически во всех этих работах присутствует одна и та же модель — возлюбленная Россетти Джейн Бёрден, супруга Уильяма Морриса. С ухудшением душевного здоровья Россетти увеличивается его зависимость от Джейн, он был одержим ею и посвятил ей огромное количество полотен, обессмертив её имя так же, как и имя Элизабет Сиддал. Среди самых известных его работ — «Сон наяву», «Прозерпина» (1877). Кроме того, он много работал как иллюстратор и оформитель книг, выполнял (сотрудничая с У. Моррисом) эскизы для витражей и панно, обращался к фотографии, монументально-декоративной живописи.
В 1857 году Россетти вместе с другими мастерами (в числе которых был и Моррис) расписал стены одного из новых зданий Оксфорда сценами из книги «Смерть Артура» Томаса Мэлори. Под влиянием этой работы Моррис написал полотно «Королева Гиневра», изобразив в роли жены короля Артура свою будущую супругу Джейн Бёрден. Моррис и Россетти много раз рисовали эту женщину, находя в ней черты романтической средневековой красоты, которой оба так восхищались. Известны также другие модели Россетти — Фанни Корнфорт, отношения с которой длились на протяжении многих лет, и Алекса Уайлдинг.
В 1852 году Россетти посетил выставку фотографий. В последующие годы он использовал фотографии в качестве ландшафтного фона или как посмертные портреты. Он часто сам фотографировал свои картины, а однажды даже расписал красками фотографию. Его увлечение нашло выход в серии фотографий Джейн Моррис, сделанных в доме Россетти в Челси в июле 1865 года. Сам фотограф неизвестен, но каждая фотография несёт на себе отпечаток художественного вдохновения Данте Габриэля, который сам усаживал модель.
- Мелодия семи башен. 1857. Бумага, акварель, смешанная техника. Британская галерея Тейт, Лондон
- Юность Девы Марии. 1849. Холст, масло. Британская галерея Тейт, Лондон
- Елена Троянская. 1863. Дерево, масло. Кунстхалле, Гамбург
- Благовещение (Ecce Ancilla Domini!). 1849. Холст, масло. Британская галерея Тейт, Лондон
- Римская вдова (Dîs Manibus). 1874. Холст, масло. Музей искусств, Пуэрто-Рико, США
- Гирлянда. 1873. Холст, масло. Гилдхолл, Лондон
- Луг Бауэра. 1872. Холст, масло. Художественная галерея, Манчестер, Англия

## Поэзия
На раннюю поэзию Россетти оказали влияние Джон Китс и Уильям Блейк. Его поздние стихи характеризуются сложным переплетением мысли и чувства, особенно в цикле сонетов «Дом жизни». Поэзия и образ тесно переплетены в творчестве Россетти. Он часто писал сонеты к своим картинам, начиная с «Девичьего возраста Девы Марии» (1849) и «Астарты Сирийской» (1877), а также создавал иллюстрации к таким стихотворениям, как «Рынок гоблинов» его сестры Кристины Россетти.
В эти годы друзья, в частности Чарльз Огастес Хауэлл, убедили Россетти эксгумировать свои стихи из могилы жены, что он и сделал, собрав их воедино и опубликовав в 1870 году в сборнике «Стихотворения Д. Г. Россетти». Они вызвали споры, поскольку их называли воплощением «плотской школы поэзии». Их эротизм и чувственность у многих вызывали неприятие. В одном из стихотворений, «Брачный сон», описывалась пара, засыпающая после коитуса. Стихотворение входило в цикл сонетов Россетти «Дом жизни» — сложную серию стихотворений, прослеживающих физическое и духовное развитие близких отношений. В 1881 году Россетти опубликовал второй сборник стихов «Баллады и сонеты», куда вошли оставшиеся сонеты из цикла «Дом жизни».
Россетти отрицал общественную функцию литературы, признавая за искусством одну эстетическую ценность. Его поэзия пропитана мистико-эротическим содержанием, идеализирует прошлое, эстетизирует католицизм. Игнорируя революционно-чартистскую и социал-реформистскую поэзию 1830—1850-х годов, он искал для себя образцы у романтиков Китса и Кольриджа. Характерными чертами поэзии Россетти являются: описательность (тщательная вырисовка деталей) при общей мистической настроенности, вычурность синтаксических конструкций (сказуемое у него всегда предшествует подлежащему, противореча правилам английского строя речи); установка на напевность, пристрастие к аллитерациям и рефрену. У него мы встречаем (то, что потом использует Оскар Уайльд) описание драгоценных камней и металлов, красок, запахов, условную экзотику. Единственным произведением Россетти на современную тему является стихотворение «Jenny», где эстетизируется продажная любовь и находит своё выражение «культ греха».
Современник Россетти Уолтер Патер так оценивал его поэтическое творчество:

«В те дни, когда в Англии поэтическая оригинальность, как казалось, получила самое широкое распространение, явился некий новый поэт с построением и мелодикой стиха, словарём и интонацией неповторимо своеобразными, однако очевидно отказавшийся от любых формальных ухищрений, призванных привлечь внимание к автору: его интонация воспринималась скорее как свидетельство достоверности живой естественной речи, а сама эта речь представлялась совершенно непринуждённым выражением всего того поистине чудесного, что поэт реально увидел и почувствовал».

Лучшими из баллад Россетти считаются «Воды Страттона», «Трагедия короля» (англ. King’s tragedy), «Сестра Елена» (Sister Helen), «Посох и ладанка» (The staff and scrip) и «Последняя исповедь» (A last confession). Неоспоримы тонкая мелодика, техническое совершенство его стиха. Наибольший успех Россетти имел в эпоху символизма, в частности, в России.

## Известные картины
- Автопортрет (1847), Национальная портретная галерея (Лондон).
- «Юность Девы Марии» (англ. The Girlhood of Mary Virgin), 1848, галерея Тейт, Лондон.
- «Благовещение» (лат. Ecce Ancilla Domini), 1850, галерея Тейт, Лондон.
- «Две матери», 1852, Художественная галерея Уокера, Ливерпуль.
- Carlisle Wall или The Lovers (1853), галерея Тейт, Лондон.
- «Годовщина смерти Беатриче» (англ. The First Anniversary of the Death of Beatrice) или «Данте рисует ангела» (Dante drawing an angel) (1853)
- «Портрет Элизабет Сиддал» (1854), Художественный музей Делавэра, Делавэр.
- «Найденная» (1854), Художественный музей Делавэра, Делавэр.
- «Могила Артура» (1855), галерея Тейт, Лондон.
- Dante’s Vision of Rachel and Leah (1855), галерея Тейт, Лондон.
- The Passover in the Holy Family: Gathering Bitter Herbs (1855—56), галерея Тейт, Лондон.
- «Видение Данте», 1856, галерея Тейт, Лондон.
- «Надписи на песке» (англ. Writing on the Sand), 1857—58, Британский музей, Лондон.
- Sir Galahad at the Ruined Chapel (1859), Бирмингемский музей и художественная галерея[англ.].
- «Любовь Данте» (1860), галерея Тейт, Лондон.
- Bocca Baciata (1860), Музей изящных искусств Бостона.
- «Лукреция Борджиа» (Lucrezia Borgia), 1860—61, 1868, галерея Тейт, Лондон.
- «Блаженная Беатриче» (Beata Beatrix) (1864), галерея Тейт, Лондон.
- «Возлюбленная» (The Beloved) или «Невеста» (The Bride) или «Королевская дочь» (The King’s Daughter), 1865—66, 1873, галерея Тейт, Лондон.
- «Монна Ванна» (Monna Vanna или Belcolore) (1866), галерея Тейт, Лондон.
- «Пия де Толомеи» (1868), Музей искусств Спенсера[англ.], Лоуренс.
- «Вероника Веронезе» (1872), Художественный музей Делавэра, Делавэр.
- «Прозерпина» (1874), галерея Тейт, Лондон.
- «Дева Святого Грааля» (1874), коллекция Эндрю Ллойда Уэббера.
- «Астарта Сирийская», 1876—77, художественная галерея Манчестера.
- «Видение Фьямметты» (1878), коллекция Эндрю Ллойда Уэббера.
- «Пандора» (1878), Художественная галерея леди Левер.
- «Прозерпина» (1882), Бирмингемский музей и художественная галерея[англ.].

## Память
- Габриэль Россетти и другие члены семьи Россетти — персонажи романа Тима Пауэрса 2012 года «Спрячь меня среди могил», в котором и дядя Россетти, Джон Полидори, и жена Габриэля, Элизабет, выступают в роли вместилищ вампиров, чьё влияние вдохновляет художественный гений семьи.
- Стихотворение Россетти «Благословенная Дамозель» послужило источником вдохновения для Клода Кантата Дебюсси «Дамуазель» (1888).
- Джон Айрленд (1879—1962) положил на музыку одну из своих «Трёх песен» (1926) стихотворение Россетти «Единственная надежда» из сборника «Стихи» (1870).
- В 1904 году Ральф Воан-Уильямс (1872—1958) создал вокальный цикл «Дом жизни» из шести стихотворений Россетти. Одна из песен этого цикла, «Тихий полдень», — одна из самых известных и часто исполняемых песен Воана-Уильямса.
- В 1904 году Фиби Анна Трэкуэр написала картину «Пробуждение», вдохновлённую сонетом из «Дома жизни» Россетти.[63]
- Стихотворение Николая Гумилёва «Музы, рыдать перестаньте» посвящено картине Данте Габриэля Россетти «Beata Beatrix» и предположительно содержит отсылку на сонет Данте Габриэля Россетти, посвящённый его отцу («в сонете брильянте… спойте мне песню о Данте и Габриэле Россетти»), и его же сонет «Портрет», посвящённый той же картине[20].
- Отчаянные романтики — британский сериал 2009 года, посвящённый жизни и творчеству художников-прерафаэлитов. В роли Россетти — Эйдан Тёрнер.